# Regioni storiche degli Stati Uniti d'America
Le regioni storiche degli Stati Uniti d'America sono le regioni che in passato hanno avuto un qualche status giuridico, o quelle che secondo la comune percezione non vengono immediatamente riconosciute come regioni storiche.

## Era coloniale (prima del 1776)

### Le tredici colonie
- Provincia del New Hampshire
- Provincia della Massachusetts Bay

Le tredici colonie cedettero al governo federale i territori occidentali da esse reclamati, permettendo così la creazione dei primi territori (più tardi, stati) occidentali

- Colonia di Rhode Island e delle Piantagioni di Providence
- Colonia del Connecticut
- Provincia di New York
- Provincia del New Jersey
- Provincia di Pennsylvania
- Colonia del Delaware
- Provincia del Maryland
- Colonia della Virginia
- Provincia della Carolina del Nord
- Provincia della Carolina del Sud
- Provincia della Georgia

### Distretti coloniali diversi dalle tredici colonie
- Dominion del New England
- East Jersey
- Riserva indiana (1763)
- Insediamento di Jamestown
- Colonia di Massachusetts Bay
- Narragansett Country
- Colonia di New Haven
- Nuovi Paesi Bassi
- Nuova Svezia
- Colonia di Plymouth
- Colonia di Popham
- Provincia della Carolina
- Provincia del Maine
- Colonia di Roanoke
- West Jersey

### Colonie proposte ma mai realizzate né riconosciute
- Transylvania
- Vandalia
- Charlotina
- Mississippi Colony

## Regioni cedute, annesse o acquistate da stati o potenze straniere
- Alaska Purchase
- Acquisto Gadsden

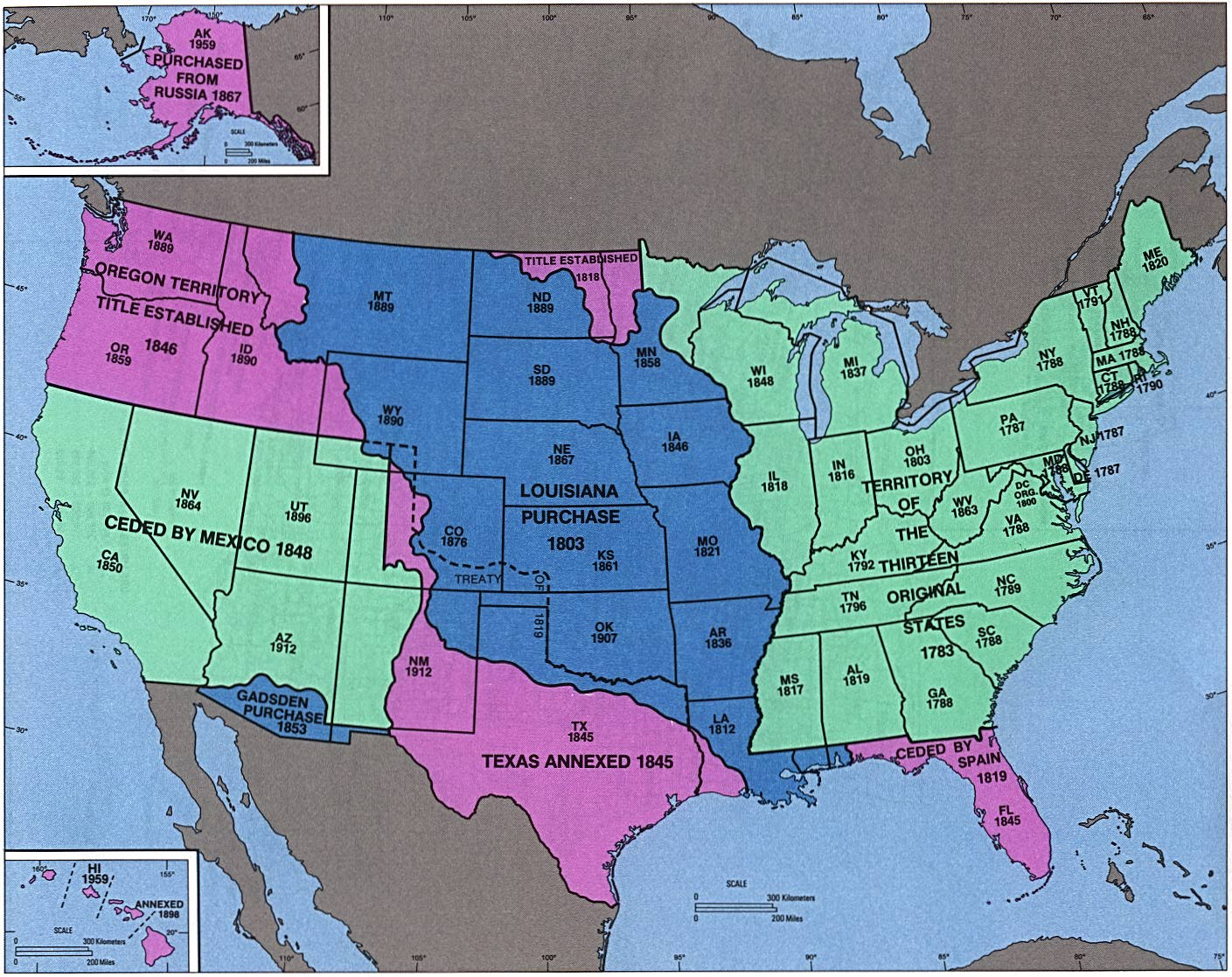
Mappa del Census Bureau (circa 1974) che raffigura gli acquisti territoriali e le date in cui i territori furono elevati a Stati o in cui fu ratificata la costituzione.

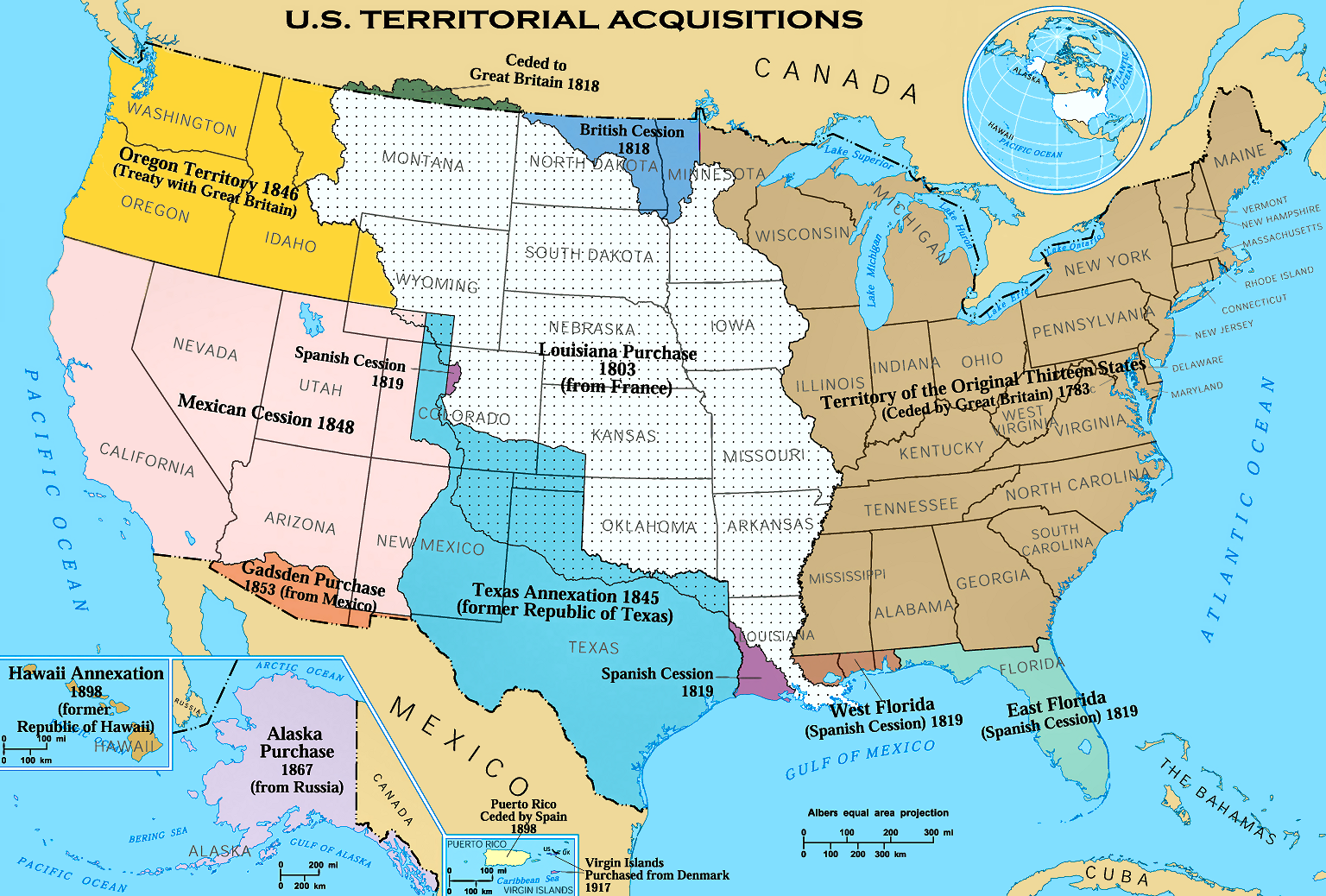
Mappa del National Atlas che raffigura gli acquisti territoriali degli Stati Uniti.

- Louisiana Purchase, in origine Louisiana francese
  - Grandi Pianure
  - Sabine Free State
- Mexican Cession
  - Southwest Territories
- Oregon Country
- Red River Valley
- Rupert's Land (Minnesota, Montana, Dakotas)
- Trattato della Florida
  - Florida orientale
  - Florida occidentale
- Cessione di stati
  - Pays des Illinois
  - Ohio Country
  - Yazoo lands
- Texas Annexation

## Modifiche territoriali interne
L'elenco seguente riguarda concessioni territoriali, cessioni, acquisti, distretti (ufficiali oppure no) o insediamenti costituiti in una zona che faceva già parte delle tredici colonie o di uno Stato dell'Unione o di un territorio degli Stati Uniti, compresi i principali acquisti territoriali (più o meno legali) dai Nativi Americani, che non richiesero trattati internazionali né riguardarono cessioni statali.
- Territorio Confederato dell'Arizona (Arizona, New Mexico)
- Carver's Tract (Wisconsin)
- Cherokee Strip (Kansas)
- Cumberland District, North Carolina nota anche come Distretto di Miro (Tennessee)
- Dipartimento dell'Alaska
- Distretto dell'Alaska
- Distretto dell'Arkansas
- Distretto di Columbia
- Distretto del Kentucky
- Distretto della Louisiana
- Distretto del Maine
- Distretto del West Augusta (Pennsylvania, Virginia)
- Equivalent Lands (Connecticut-Massachusetts)
- Fairfax Grant (Virginia)
- German Coast (Louisiana)
- Gorges Patent (Maine)
- Distretto di Granville (Carolina del nord)
- Honey Lands (fascia di territorio disputata, Iowa-Missouri)
- Jackson Purchase (Kentucky and Tennessee)
- King's College Tract (Vermont)
- Distretto di Marquette (Wisconsin)
- Military Tract del 1812 (Illinois, Michigan, Arkansas, Missouri)
- Mobile District
- New Hampshire Grants (Vermont)
- New York Lands (Kansas)
- Territorio di Pembina (Dakotas, Minnesota)
- Platte Purchase (Missouri)
- Pike's Peak Country (Colorado)
- Saginaw Cession (Michigan)
- Territorio di Sagadahock (Maine)
- Trans-Mississippi
- Transylvania Purchase (Kentucky)
- Waldo Patent (Maine)
- Washington District, North Carolina (Tennessee)

### Iowa
- Trattato di Falco Nero
- Dubuque's Claim
- Giard Grant
- Half-Breed Tract
- Honey Lands (fascia di territorio disputata fra Iowa e Missouri)
- Iowa District
- Keokuk's Reserve
- Neutral Ground (Iowa)
- Potawatomi Cession
- Sac and Fox Cession
- Sioux Cession

### Nebraska
- Nemaha Half-Breed Tract

### New York
- Central New York Military Tract (New York)
- The Holland Purchase (New York)
- The Mill Yard Tract (New York)
- The Morris Reserve (New York)
- Macomb's Purchase (New York)
- Phelps and Gorham Purchase (New York)
- The Triangle Tract (New York)
- The Purchase of New Jersey (New York)

### Ohio
- Canal Lands
- College Lands
- College Township

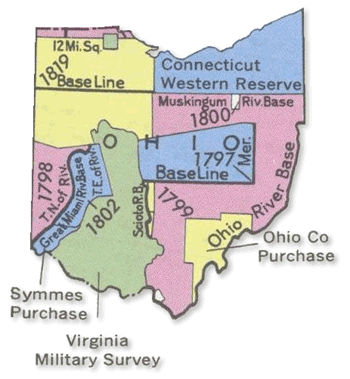
Mappa delle Terre dell'Ohio

- Congress Lands o Congressional Lands (1798-1821)
  - Congress Lands North of Old Seven Ranges
  - Congress Lands West of Miami River
  - Congress Lands East of Scioto River
  - North and East of the First Principal Meridian
  - South and East of the First Principal Meridian
- Connecticut Western Reserve
- Dolerman's Grant
- Dohrman Tract
- Donation Tract
- Ephraim Kimberly Grant
- Firelands o Sufferers' Lands
- Fort Washington
- French Grant
- Gnadenhutten Tract
- Indian Land Grants (Same as Moravian?)
- Maumee Road Lands
- Michigan Survey o Michigan Meridian Survey or Toledo Tract
- Miami & Erie Canal Lands
- Ministerial Lands
- Moravian Indian Grants
- Ohio & Erie Canal Lands
- Ohio Company of Associates
  - Purchase on the Muskingum
- Refugee Tract
- Salem Tract
- Salt Reservations o Salt Lands
- Schoenbrunn Tract
- School Lands
- Seven Ranges o Old Seven Ranges
- Symmes Purchase o Miami Purchase and/or the Land Between the Miamis
- Toledo Strip, oggetto di una guerra quasi incruenta fra Ohio e Michigan
- Turnpike Lands
- Twelve-Mile Square Reservation
- Two-Mile Square Reservation
- Distretto Militare degli Stati Uniti
- Distretto Militare della Virginia
- Zane's Tracts o Zane's Grant o Ebenezer Zane Tract

### Oklahoma

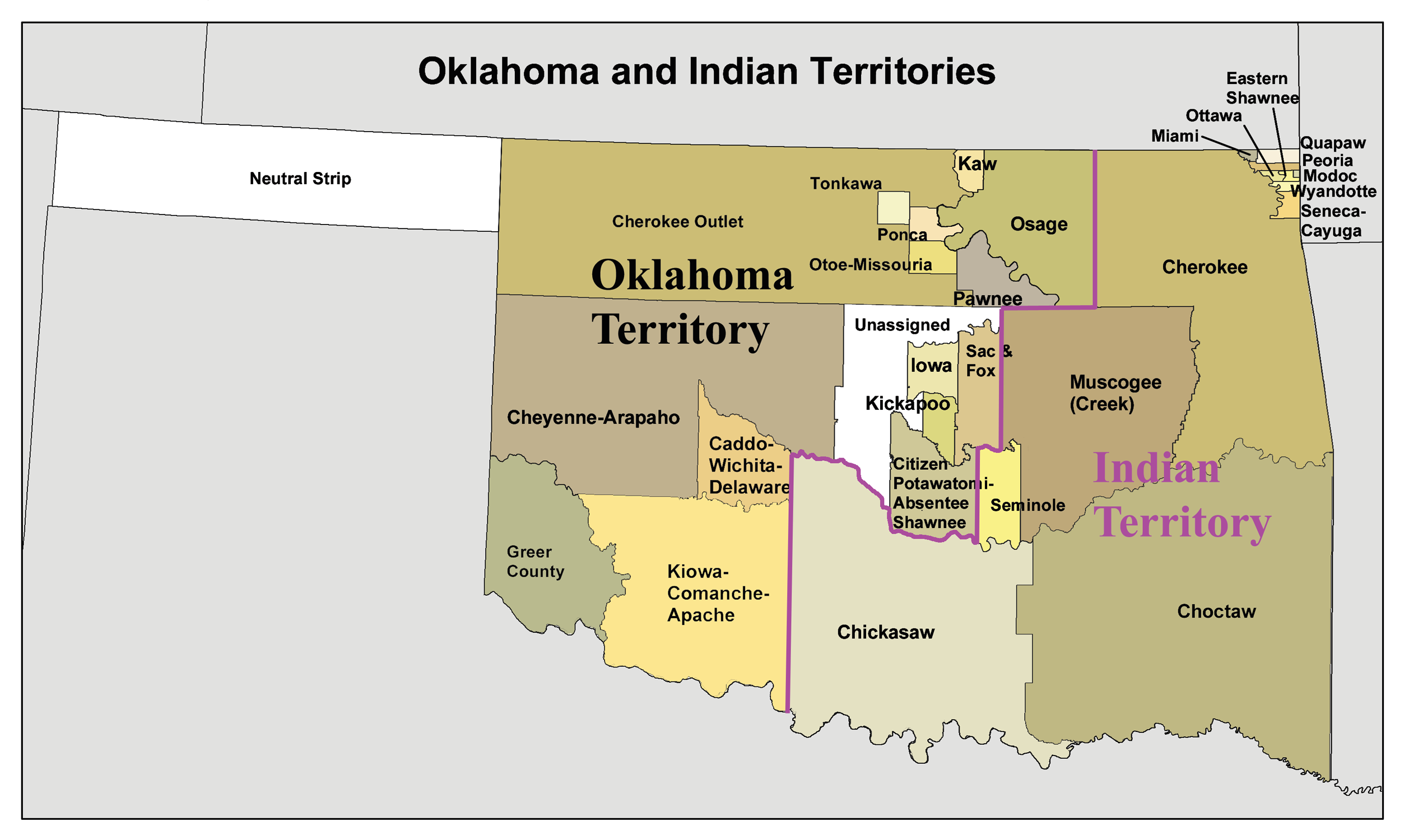
Mappa dell'Oklahoma e dei Territori Indiani

- Big Pasture
- Cherokee Outlet o Cherokee Strip
- Territorio di Cimarron
- Greer County
- Territorio indiano
- Neutral Strip o "No Man's Land"
- Territorio dell'Oklahoma
- Stato di Sequoyah
- Unassigned Lands

#### Riserve indiane
- Riserva Cheyenne-Arapaho
- Riserva Comanche, Kiowa e Apache
- Riserva Iowa
- Riserva Kaw
- Riserva Kickapoo
- Riserva Osage
- Riserva Ponca e Otoe-Missouria
- Riserva Citizen Potawatomi e Absentee Shawnee
- Riserva Sac e Fox
- Riserva Tonkawa
- Riserva Wichita e Caddo

### Pennsylvania
- Triangolo dell'Erie
- Walking Purchase
- Welsh Tract

## Territori organizzati scomparsi
La seguente lista enumera i territori organizzati degli Stati Uniti che in seguito divennero Stati federati, in ordine di anno di nascita. 
- Territorio del nord-ovest (1789–1803), divenne gli Stati di Ohio, Indiana, Michigan, Illinois, Wisconsin e Minnesota a est del Mississippi
- Territorio Sudoccidentale (1790–1796) divenne lo Stato del Tennessee
- Territorio del Mississippi (1798–1817)
- Territorio dell'Indiana (1800–1816) fu diviso in Territorio dell'Illinois, Territorio del Michigan e Stato dell'Indiana.
- Territorio di Orleans (1804–1812) divenne lo Stato della Louisiana
- Territorio del Michigan (1805–1837)
- Territorio della Louisiana (1805–1812) (preceduto dal Distretto della Louisiana) rinominato Territorio del Missouri (1812–1821)
- Territorio dell'Illinois (1809–1818)
- Territorio dell'Alabama (1817–1819)
- Territorio dell'Arkansaw (1819–1836) divenne lo Stato dell'Arkansas
- Territorio della Florida (1822–1845)
- Territorio del Wisconsin (1836–1848)
- Territorio dell'Iowa (1838–1846)
- Territorio dell'Oregon (1848–1859)
- Territorio del Minnesota (1849–1858)
- Territorio del Nuovo Messico (1850–1912)
- Territorio dello Utah (1850–1896)
- Territorio del Washington (1853–1889)
- Territorio del Kansas (1854–1861)
- Territorio del Nebraska (1854–1867)
- Territorio del Colorado (1861–1876)
- Territorio del Nevada (1861–1864)
- Territorio del Dakota (1861–1889) divenne gli Stati di Dakota del Nord e Dakota del Sud
- Territorio dell'Arizona (1863–1912)
- Territorio dell'Idaho (1863–1890)
- Territorio del Montana (1864–1889)
- Territorio del Wyoming (1868–1890)
- Territorio dell'Oklahoma (1890–1907) (preceduto in parte dal Territorio Indiano)
- Territorio delle Hawaii (1898–1959)
- Territorio dell'Alaska (1912–1959) (preceduto dal Dipartimento dell'Alaska e dal Distretto dell'Alaska)

## Possedimenti e territori d'oltremare successivamente restituiti
- Regione del fiume Milk (Trattato del 1818)
- Zona del Canale di Panama
- Commonwealth delle Filippine
- Territorio fiduciario delle Isole del Pacifico
- Amministrazione Civile Statunitense delle Isole Ryukyu
- Chamizal
- Rio Rico (Messico) (Horcón Tract)

## Stati indipendenti ammessi nell'Unione
- Regno delle Hawaii, più tardi Governo provvisorio delle Hawaii, infine Repubblica delle Hawaii.
- Repubblica del Texas
- Repubblica del New Connecticut, successivamente Repubblica del Vermont
- Repubblica di California
- Governo Provvisorio dell'Oregon
- Territorio di Deseret, si autoproclamò indipendente nel 1857 durante la guerra dello Utah tra i coloni mormoni e il governo degli Stati Uniti.

## Entità non riconosciute o auto-dichiarate
- Absaroka
- Regno di Beaver Island
- Repubblica di California
- Regno di Callaway
- Territorio di Cimarron
- Conch Republic
- Stati Confederati d'America
  - Territorio dell'Arizona (CSA)
- Stato di Deseret
- Stato di Franklin
- Republic of Indian Stream
- Stato di Jefferson
- Territorio di Jefferson
- Stato di Kanawha
- Stato di Lincoln
- Repubblica di Lakotah
- Long Republic
- Repubblica di Madawaska
- Territorio di McDonald
- Stato di Muskogee
- Nataqua Territory
- Nickajack
- Governo Provvisorio dell'Oregon
- Great Republic of Rough and Ready
- Stato di Sequoyah
- Repubblica della Carolina del Sud
- State of Superior
- Transoconee Republic
- Repubblica del Vermont
- Repubblica della Florida Occidentale
- Stato del Westmoreland
- Westsylvania
- Repubblica di Winston

## Regioni dei nativi americani
- Comancheria, l'Oklahoma Panhandle durante il tardo Ottocento.
- Dinétah, così chiamata dalla Navajo Indian Reservation.
- Lenapehoking, dal nome dei Delaware o Lenilenape.
- Oklahoma, quando era uno Stato indiano indipendente, specialmente la nazione Cherokee e quattro delle Cinque Tribù Civilizzate.
- Aztlán, la terra mitica degli Aztechi collocata nel sud-ovest degli Stati Uniti dall'attivismo politico messicano-americano.

## Soprannomi regionali
- Burnt-over district
- Deep South
- Dust Bowl

### Belts
Alcune regioni sono indicate con il nome di belt, che letteralmente significa "cintura" e corrisponde al termine italiano "fascia" nella sua accezione geografica ("striscia di terreno, di territorio")
- Bible Belt
- Black Belt
- Corn Belt
- Frost Belt
- Grain Belt
- Jello Belt
- Rust Belt
- Snow Belt
- Sun Belt
- Tornado Alley